# Джексон, Шелдон
Шелдон Джексон (англ. Sheldon Jackson; 18 мая 1834, Минавилл, Нью-Йорк — 2 мая 1909, Ашвилл, Северная Каролина) — пресвитерианский священник, миссионер, общественный деятель. За свою карьеру он преодолел в путешествиях около 2,4 миллиона километров и создал более ста миссий и церквей — главным образом в западной части Соединённых Штатов Америки. Более всего своей деятельностью в конце XIX-го века он запомнился в Колорадо, в отдалённых частях Аляски, которая в 1959 году стала сорок девятым американским штатом, а также усилиями на приобщение коренного населения Америки к англоязычной культуре.

## Биография

### Ранние годы и начало карьеры
Шелдон Джексон родился в 1834 году в Минвелле, округ Монтгомери в восточном Нью-Йорке. Мать Делия Шелдон Джексон была дочерью спикера Ассамблеи штата Нью-Йорк — Александра Шелдона. Отец занимался фермерством. Джексон окончил в 1855 году юнион-колледж при Богословской семинарии Принстона. В том же году рукоположен в сан пресвитерианских пасторов и женился на Мэри Ворхис. Изначально он хотел стать миссионером на дальнем зарубежье (Азия, Африка, Южная Америка), но Пресвитерианский Совет указал на слабое здоровье Джексона и частые болезни, после чего рекомендовал ему ограничиться территорией Соединенных Штатов.
Поскольку в девятнадцатом веке западная часть США была ещё мало развита, а коренное население слабо обращалось в христианскую религию, Пресвитерианским Советом было принято решение расширить сферу своего влияния. В 1868 году Джексон получает назначение на должность суперинтенданта (сан старшего пастора) миссии в Западной Айове, Небраске, Дакоте, Айдахо, Монтане, Вайоминге и Юте. Несмотря на возникшие финансовые трудности, а именно отсутствие денег для зарплаты троим коллегам пасторам и самому Джексону, 1 мая 1869 года миссия отправилась в путь. В дальнейшем он назначил этихпасторов для самостоятельной работы: одного в Небраске, другого на востоке Вайоминга, а третьего в западной части Вайоминга и Юте. За восемь месяцев миссионерской деятельности удалось привлечь 10 тыс. долларов пожертвований из частных источников, 1 тыс. 500 долларов из которой ушла на годовое жалование самому Джексону (без учета расходов на питание и транспорт). В 1872 году он издал книгу под названием «Rocky Mountain Presbyterian» в которой давал наставления всем активно проповедующим пресвитерианским пасторам. В этот же период он выступает за идею создания религиозных школ в штате Юта, испано- и индоязычных регионах страны. После 1878 года Джексон лично выделил 50 тыс. долларов на строительство и содержание первого Вестминстерского колледжа в штате Юта. По состоянию на 1904 год благодаря его активной деятельности в штате Айова действовали пять синодов во главе двадцати пресвитерианцев, пятьсот двадцать церквей с четырёхсот тридцатью служителями, а общее количество прихожан составляло — сорок одну тысячу двести пятьдесят два человека.

### Деятельность на Аляске
После того, как Российская империя в 1867 году продала свои владения на Аляске, перед Конгрессом США стал вопрос о дальнейшей судьбе населения новоприобретенных территорий, включая и вопрос об религии и образовании. Хотя попытки христианизировать коренное население Аляски предпринимались ещё в семнадцатом веке миссионерами из Британской Колумбии — ощутимых результатов они не принесли. Пастор А. Л. Линдслей (англ. A. L. Lindsley) из штата Орегон на собрании Генеральной Ассамблеи 1877 года первый обратил внимание на первостепенной важности для пресвитерианской церкви обратить свой взгляд на население Аляски. Чтобы заручиться поддержкой он обращается к Джексону, который осознал всю важность этого мероприятия, несмотря на то, что территория Аляски не входила в рамки его компетенции и влияния. Тем же летом, получив должные инструкции он отправился с миссионерской миссией в район Уолла Уолла (англ. Walla Walla), но столкнулся с открытой враждебностью местного населения и был вынужден окончить путешествие досрочно. По возвращении в Портленд он провел консультации с пастором Линдслейем и принялся агитировать за миссионерскую деятельность на Аляске. В Портленде Джексон повстречал давнюю подругу миссис Аманду Макфарвалд, которая была вдовой мистера Макфарвалда, что помогал Джексону в установлении миссионерской деятельности в штате Нью-Мексико. В 1884 году Конгресс США одобрил «Органический акт» об установлении гражданского управления на Аляске и образовании для детей, а в 1885 году Джексон получает назначение на должность ответственного за образование в новом штате. В своей работе он руководствовался принципами, что учебный процесс должен вестись исключительно на английском языке, без каких-либо исключений для местных языков. Также он выступал за культурную ассимиляцию коренных народов Аляски и подчеркивал, что главной задачей является воспитание англоязычных граждан США и проповедь слова Божьего.

### Смерть
Шелдон Джексон умер 2 мая 1909 года в городе Ашвилл, штат Северная Каролина, не дожив шестнадцать дней до своего семидесяти пятилетия. Незадолго до этого, он планировал поездку в Денвер на собрание Генеральной Ассамблеи, после чего думал посетить некоторые часовни в Колорадо, которые были воздвигнуты благодаря ему, а также возобновить знакомства со старыми друзьями. Церемония погребения состоялась в его родном Минвилле, штат Нью-Йорк.